# Maximiliano Fernández del Rincón y Soto Dávila
Maximiliano Fernández del Rincón y Soto Dávila (1835 - 1907) fou bisbe de les diòcesis de Terol-Albarrasí (1891-94) i Guadix-Baza (1894-1907) i cofundador de la Congregación de Hermanas de la Presentación.
Nasqué a Baeza (Jaén) el 21 d'agost del 1835, localitat que tenia un seminari de Sant Felip Neri al qual va ingressar a disset anys. Ordenat sacerdot als vint-i-quatre, va començar el seu ministeri en acomplir labors docents al mateix centre en què s'havia format, lloc en què també actuà com a director espiritual, vicerector i finalment com a rector. A trenta-un anys va prendre possessió de la parròquia del Sagrari de Jaén, ciutat en la qual fundà i des de la qual dirigí la revista Fe Católica, a través de la qual contribuí a divulgar les sessions del Concili Vaticà I.
Més tard es va traslladar a Granada, on durant vint anys va professar com a canonge lectoral i professor del seminari a títol de doctor en Teologia i Dret Canònic. Durant la seva estada en aquesta ciutat va fundar, el 1880, la Congregación de Hermanas de la Presentación en col·laboració María Teresa de la Asunción Martínez y Galindo., igualment originària de Baeza. El 1891 va ser consagrat bisbe de Terol, on va acomplir el seu ministeri fins al 1894, quan va ser traslladat com a pastor a la diòcesi de Guadix-Baza, ciutat on va morir durant l'exercici del seu pastorat el 24 de juliol del 1907.